# نيجارا داها
نيجارا داها (بالإندونيسية: Kerajaan Negara Daha)‏ كان مملكة هندوسية تقع الآن في منطقة هولو سونغاي الجنوبية، مقاطعة كليمنتان الجنوبية، جمهورية اندونيسيا. ثم استولت سلطنة بنجر على السلطة في إقليم مملكة نجارا داها في 24 سبتمبر 1526.

## تاريخ المملكة
كان سيكار سونغسانغ هو المؤسس وأول ملك لمملكة داها واتخذ لقب المهراجا ساري كابورانجان.
أوصى الملك سوكاراما بتولية حفيده -ابن ابنته- رادين/الأمير ساموديرا العرش من بعده. عارض الأمير تومانجونغ و مانجكوبومي -أبناء الملك سوكاراما - قرار والدهم. فر رادين ساموديرا، بصفته وريث العرش، وأسس مملكة في منطقة بنجرماسين. بعد ذلك طلب المساعدة من حكومة ديماك لاستعادة سلطته. تمكن رادين ساموديرا من استعادة سلطته كملك في مملكة داها وتأسيس مملكة بنجر الإسلامية.
كان انهيار مملكة نيجارا داها سببه الخلاف بين ورثة المملكة وتطور الإسلام في أراضيها. انهارت مملكة نجارا داها أخيرًا عام 1526 وأصبحت جزءًا من سلطنة بنجر. تم تسليم الأراضي السابقة لمملكة نيجارا داها إلى الأمير تومينجونج المتمركز في منطقة باتانج آلاي. بعد انهيار مملكة نيجارا داها، تم تغيير اللقب الأرستقراطي/الأمير لأحفاد الملك من بانغران (Pangeran) إلى أندين (Andin).

## قائمة الحكام
- مهراجا ساري كابورانجان (سيكار سونغسانغ)
- مهراجا سوكاراما
- مهراجا مانجكوبومي (رادين باكسا)
- مهراجا تومانجونغ